# Utricularia peranomala
Utricularia peranomala är en tätörtsväxtart som beskrevs av Peter Geoffrey Taylor. Utricularia peranomala ingår i släktet bläddror, och familjen tätörtsväxter. Inga underarter finns listade i Catalogue of Life.